# Caprolactama
Caprolactama é um composto orgânico o qual é uma lactama de ácido 6-aminohexanóico (ácido ε-aminohexanóico, ácido aminocapróico). Pode ser considerada alternativamente a amida cíclica do ácido capróico. Sua fórmula química é C6H11NO. É uma substância irritante e tóxica por ingestão, inalação ou absorção através da pele.
O principal  uso industrial da caprolactama é como um monômero, na produção de nylon-6. A maior parte da caprolactama é sintetizada a partir da cicloexanona, mediante um processo de oximação, usando sulfato de hidroxilamônio seguido por um rearranjo catalítico usando o passo de processo do rearranjo de Beckmann.
Dentre os maiores produtores mundiais da substância estão: BASF, Honeywell, DSM (Dutch State Mines), Bayer, Toray e Sumitomo/Enichem.